# Фузидовая кислота
Фузидовая кислота (Фузидиевая кислота) — антибиотик, выделяемый из культуральной жидкости гриба Fusidium coccineum. Фузидиевая кислота активна главным образом в отношении грамположительных микроорганизмов. Кислоту используют при заболеваниях, вызываемых микроорганизмами, устойчивыми к другим антибиотикам. Она малотоксична, практически не оказывает побочного действия.

## Действие
В медицинской практике применяют фузидиевую кислоту и её натриевую (фузидин-натрий, фузидат натрия, фузидин, рамицин) и диэтанол-аммониевую соли, которые представляют собой бесцветные кристаллы, хорошо растворимые в воде и этаноле.
Фузидиевая кислота подавляет гидролиз гуанозинтрифосфата, препятствуя диссоциации образующегося при этом комплекса, включающего рибосомы, G-фактор и гуанозиндифосфат. Фузидиевая кислота может оказывать противовирусное действие. Важная особенность фузидиевой кислоты и её солей — способность проникать в костную ткань, что позволяет лечить воспалительные процессы в областях организма, малодоступных для других лекарственных средств.
Фузидиевая кислота обладает бактериостатической активностью в отношении грамположительных бактерий (S. aureus и S. epidermidis, в том числе метициллинорезистентных штаммов), коринебактерий, менингококков и нейссерий, грамположительных анаэробов, в том числе клостридий, в частности C. difficile, пептококков, пептострептококков. В больших дозах проявляет слабое действие относительно бактероидов и фузобактерий, ряда простейших (G. lamblia и P. falciparum), адено- и риновирусов. Антибактериальный эффект фузидина связан с ингибированием синтеза белков бактериальных клеток за счёт его взаимодействия с фактором элонгации G (EF-G).